# Jukebox

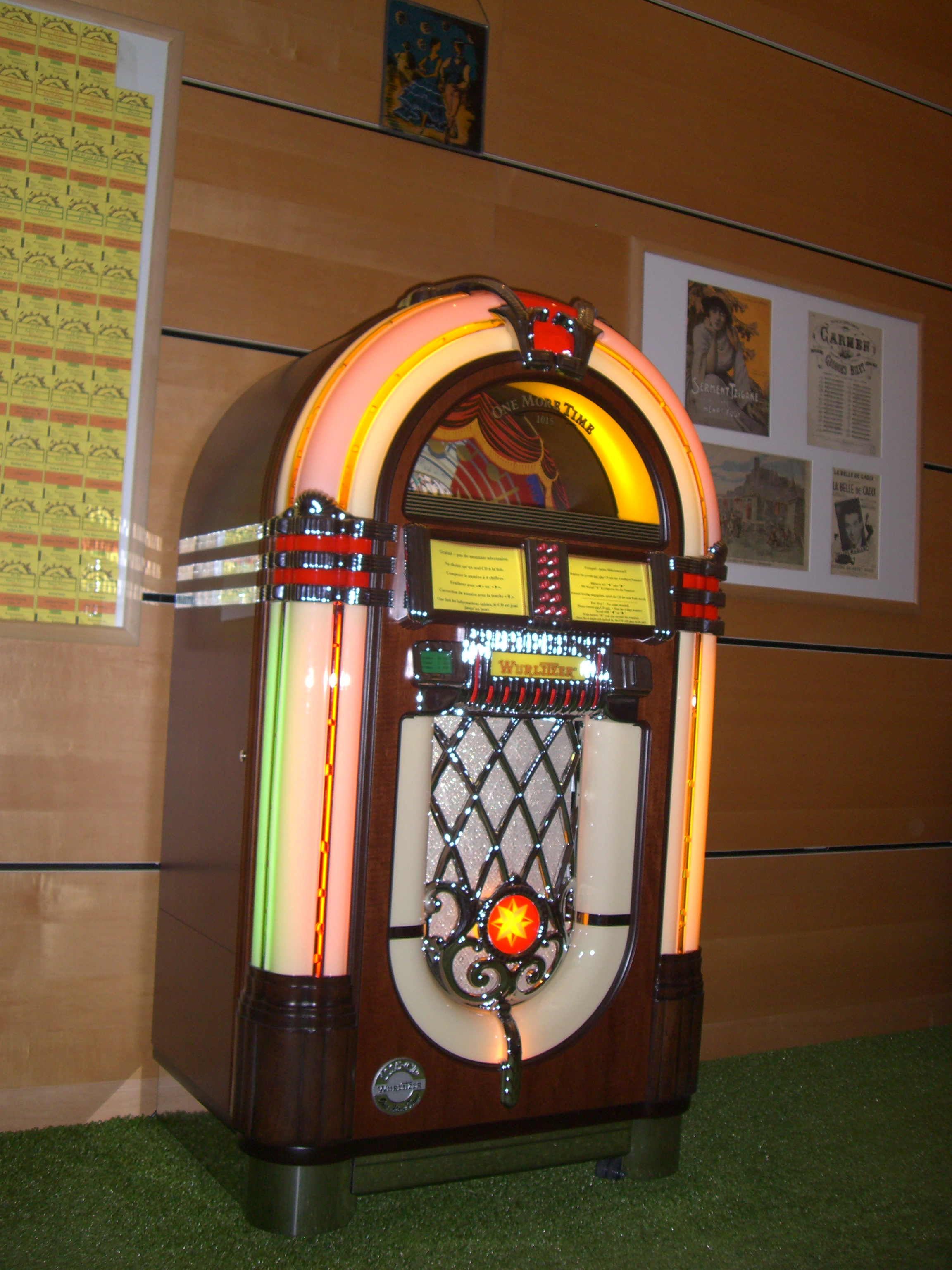
Jukebox Wurlitzer 1015 „One More Time“

A jukebox (pronúncia em português: [ʒukeˈbɔksi], juquebócsi) é um aparelho eletrônico geralmente acionado por moedas, dinheiro ou cartão que tem por função tocar músicas escolhidas pelo cliente que estejam em seu catálogo. Costumam ser encontrados em estabelecimentos comerciais como bares e lanchonetes.

## História
A primeira jukebox foi criada por William S. Arnold em 1890, a partir da modificação de uma caixa de música para ser operada com moedas, no início, as jukeboxes só conseguiam tocar uma música. O termo jukebox começou a ser usado a partir da década de 1940 cujos aparelhos ficavam sobretudo em locais chamados Juke joints.